# Heinz Rosner
Heinz Rosner (Stützengrün, 14 januari 1939) is een voormalig Duits motorcoureur.
Hij nam tussen 1964 en 1969 deel aan het wereldkampioenschap wegrace en werd in 1968 derde in het 250 cc wereldkampioenschap.
Hij reed altijd voor het merk MZ, wat hem de bijnaam "Mr. MZ" bezorgde.

## Carrière
In 1953 ging hij als 14-jarige in de leer als automonteur bij een dealer van het Oost-Duitse merk EMW. In 1958 reed hij zijn eerste motorrace met een door hemzelf geprepareerde MZ RT 125 op de Halle-Saale-Schleife in Halle (Saale). Hier werd hij zevende, maar in de volgende race, de Leipziger Stadtparkrennen, werd hij vijfde. Nu kon hij zijn drieversnellings RT 125 inruilen voor een vierversnellings motor die al voorzien was van de door Walter Kaaden ontwikkelde roterende inlaat. Tot eind 1959 won hij met deze machine zo veel wedstrijden, dat Kaaden, die ook teammanager van het MZ-raceteam was, hem een 250 cc fabrieksracer aanbood.
In april 1960 zou Rosner eigenlijk starten in de 125cc-race voor het DDR-kampioenschap in Halle. Hij reed namens de MC Wismut Aue, die veel oude MZ-fabrieksracers bezat. Zijn machine werd echter niet op tijd geleverd en daarom besloot de MZ-raceleider Bernhard Petruschke om Heinz Rosner als vervanger van de geblesseerde Walter Brehme in de 250cc-klasse te laten aantreden. Rosner kon de race winnen, maar kreeg stalorders van Petruschke om tweede te worden omdat hij geen echte fabriekscoureur was. Rosner accepteerde deze opdracht, maar viel met ontstekingsproblemen uit. Kaaden was echter overtuigd van de kwaliteiten van Rosner en gaf hem voor de Grand Prix van Finland een 125 cc fabrieksmachine. Hier kreeg hij echter weer stalorders waardoor hij tweede werd achter Hans Fischer. Deze Grand Prix telde niet mee voor het wereldkampioenschap.
Voor Rosner was dit zijn eerste reis naar het buitenland en hij was onder de indruk van de schoonheid van Finland. Omdat Brehme weer hersteld was vond hij het aanvankelijk vanzelfsprekend dat hij zijn fabrieksracers weer moest inleveren en hij reed de rest van het seizoen weer voor de MC Wismut Aue. Daardoor kon hij naast nationale wedstrijden in de DDR alleen in het Oostblok aan de start komen. Toen Petruschke echter geen racemanager van MZ meer was, hoorde Rosner de werkelijke reden van zijn verwijdering uit het fabrieksteam: Petruschke had de leiding van de Sozialistische Einheitspartei Deutschlands op de hoogte gebracht van zijn uitlatingen over het mooie Finland. Omdat hij jong en ongehuwd was, vond de partij het vluchtgevaar te groot als hij buiten het Oostblok zou gaan rijden.

### MZ-fabriekscoureur
Walter Kaaden kon Rosner pas in 1964 weer aan zijn fabrieksteam toevoegen. In 1961 was Ernst Degner naar het Westen gevlucht en voor hem was nooit een goede vervanger gevonden. Daar kwam nog bij dat Hans Fischer en Walter Brehme stopten met racen, waardoor het team behoefte had aan goede vervangers. In de jaren 1962 en 1963 had men het coureursprobleem vooral opgelost door tijdens de Grand Prix van de DDR machines ter beschikking te stellen aan buitenlandse topcoureurs, zoals Alan Shepherd en Mike Hailwood. Naast Rosner trok Kaaden ook Klaus Enderlein en Dieter Krumpholz aan. Heinz Rosner debuteerde in het 125 cc wereldkampioenschap van 1964 met een vierde plaats in de DDR op de Sachsenring, waardoor hij in de eindrangschikking veertiende werd.
Toen ook Werner Musiol eind 1964 stopte werd Heinz Rosner eerste rijder bij MZ, dat echter ook nog steeds machines aan buitenlandse coureurs leverde. Zijn nieuwe teamgenoot werd Derek Woodman, als vervanger voor Alan Shepherd die naar Honda was overgestapt. In de 125 cc GP van Tsjecho-Slowakije haalde hij zijn eerste WK-podiumplaats door derde te worden achter Frank Perris (Suzuki) en Derek Woodman. Daarna werd hij zelfs twee keer tweede in de 250cc-klasse, in Finland en in Monza. In de eindstand van de 250cc-klasse was hij met de vierde plaats de beste MZ-rijder. In de 125cc-klasse eindigde hij op de vijftiende plaats. Hij had in dit jaar al fabrieksrijder voor Suzuki kunnen worden, maar dat zou alleen kunnen door net als Ernst Degner de DDR te ontvluchten. Voor Rosner was zoiets uitgesloten.
In 1966 bracht MZ een licht opgeboorde MZ RE 250 ook in de 350cc-klasse aan de start, maar dat deed Rosner slechts in twee wedstrijden. In Tsjecho-Slowakije werd hij derde en in Finland tweede, waardoor hij in de eindstand zevende werd. In de 250cc-klasse reed hij vijf wedstrijden. Hij haalde podiumplaatsen in Tsjecho-Slowakije en Finland en eindigde als vijfde in het wereldkampioenschap.
In 1967 startte hij zowel in de 250- als de 350cc-klasse vijf keer. In de 350cc-klasse werd hij in Tsjecho-Slowakije tweede achter Mike Hailwood met een Honda. In de Ulster Grand Prix en in Monza werd hij derde. In de eindstand werd Heinz Rosner vierde. In de 250cc-klasse werd hij derde in de GP van Duitsland op de Hockenheimring en eindigde hij als zesde in de eindstand.
Tot dat moment waren de lichte klassen gedomineerd door de Japanse merken, maar in 1968 trokken zowel Honda als Suzuki zich terug uit het wereldkampioenschap. Yamaha bleef echter en dat merk had intussen de snelle watergekoelde viercilinders RD 05 A (250 cc) en RA 31 A (125 cc). MZ bezuinigde ook, en Heinz Rosner was de enige overgebleven fabrieksrijder. MZ had een nieuwe driecilinder 125cc-racer voor Rosner ontwikkeld, maar die kon/mocht in Duitsland niet aan de start komen. Bij een eventuele overwinning weigerde men op grond van de Hallsteindoctrine de DDR-vlag te hijsen en dus verbood een Oost-Duitse official van de "Allgemeiner Deutscher Motorsport Verband" Heinz Rosner te starten. Uiteindelijk kwam de driecilinder nergens aan de start.  Phil Read en Bill Ivy wonnen met hun Yamaha's bijna alle 125cc-races en alle 250cc-races en Giacomo Agostini won met de MV Agusta alle 350cc-wedstrijden. In de 125cc-klasse eindigde Rosner als vierde. In de 250cc-klasse startte hij in acht wedstrijden waarbij hij zeven keer op het podium eindigde. Daardoor werd hij achter Read en Ivy derde in het kampioenschap. In de 350cc-klasse startte Rosner ook niet in alle wedstrijden. In de Junior TT op het eiland Man en in de Ulster Grand Prix viel hij uit, in de DDR en Tsjecho-Slowakije werd hij tweede en hij eindigde als vierde in het kampioenschap. Hij werd in 1968 ook DDR-kampioen in de 250cc-klasse.
In 1969 had ook Yamaha zich uit het wereldkampioenschap teruggetrokken, maar de kansen van Heinz Rosner en MZ werden niet echt groter. Dat had vooral te maken met de betrouwbaarheid van de machines. De slechte materialen die in de DDR beschikbaar waren eisten hun tol en Rosner viel vaak uit. Bovendien werd het budget van de race-afdeling steeds kleiner. Rosner startte in negen Grands Prix in drie klassen en haalde drie podiumplaatsen, maar hij kwam niet in de buurt van een wereldtitel. In de 350cc-klasse werd hij vierde, in de 250cc-klasse zevende en in de slechts 28e.

## Einde carrière
Na dit seizoen sloot Heinz Rosner zijn racecarrière af. De ontwikkelingen bij MZ stonden praktisch stil en bovendien waren andere merken, zoals Ossa, in opkomst. Daar kwam nog bij dat de Yamaha productieracers, zoals de Yamaha TD 2, wél erg snel en betrouwbaar waren. Rosner ging in zijn geboorteplaats Stützengrün het transport- en taxibedrijf met tankstation dat hij samen met zijn vrouw Katja in 1964 van zijn ouders had overgenomen, beheren. Zijn paspoort werd daarop weer ingenomen, want hij was als fabriekscoureur die geen werknemer van MZ was al als "Privatkapitalist" gebrandmerkt. Toen Rosner's vriend Günter Bartusch, die dankzij Heinz Rosner fabrieksrijder van MZ was geworden, in 1971 verongelukte, keerde Rosner zich voor lange tijd van de racesport af.

## Classic races
Nog voor die Wende kreeg Rosner in 1989 toestemming naar Hockenheim te reizen om aan een veteranenrace deel te nemen. Hij kreeg een door Walter Kaaden uit reservedelen samengestelde 251 cc MZ mee. Dergelijke machines had MZ in de 350cc-klasse ingezet. In de jaren hierna bleef hij aan dergelijke wedstrijden deelnemen, met hulp van Kaaden, die hem tot aan zijn dood in 1996 bijstond. Zij konden de machines nu eindelijk verbeteren met materialen uit het Westen. In 2005 brak Rosner een heup bij een val met een 250cc-racer die volgens de specificaties van 1966 was opgebouwd. Omdat de artsen twijfelden of hij ooit nog zou kunnen lopen, verkocht hij zijn bedrijf. Hij bleef echter klassieke races rijden. Hij raakte deels verlamd doordat botsplinters op zenuwbanen in zijn hersenen drukten, maar die werden in juli 2008 verwijderd. In september 2008 reed hij weer wedstrijden, en bij de Internationale wedstrijden in Halle/Saale van 2010 werd hij met een MZ zelfs derde in de 500cc-klasse.